# Покосон (Вирџинија)
Покосон (енгл. Poquoson) град је у америчкој савезној држави Вирџинија. По попису становништва из 2010. у њему је живело 12.150 становника.

## Демографија
Према попису становништва из 2010. у граду је живело 12.150 становника, што је 584 (5,0%) становника више него 2000. године.
| Група             | 2000.          | 2010.          |
| Белци             | 11.048 (95,5%) | 11.398 (93,8%) |
| Афроамериканци    | 78 (0,7%)      | 78 (0,6%)      |
| Азијати           | 182 (1,6%)     | 260 (2,1%)     |
| Хиспаноамериканци | 122 (1,1%)     | 221 (1,8%)     |
| Укупно            | 11.566         | 12.150         |